# Cour suprême d'Afghanistan
Pour les articles homonymes, voir Cour suprême.
La cour suprême d'Afghanistan est la plus haute juridiction du pays.

## Bâtiment
Le bâtiment abritant la Cour suprême a été construit durant la période soviétique de la République démocratique d'Afghanistan. Il s'agit d'un bâtiment de quatre étages situé sur la route menant du centre-ville vers l'aéroport international de Kaboul, nommée « route du Grand Massoud » durant la république islamique d'Afghanistan et situé à proximité de l'ambassade des États-Unis,.

## Histoire

### Royaume d'Afghanistan
Sous le Royaume d'Afghanistan, la roi possède entre autres pouvoirs la nomination du président et des membres de la Cour suprême. Le président de l'instance a un rôle constitutionnel relativement important, sa présence étant requise à la prestation de serment du souverain ainsi qu'à son éventuelle abdication ; en revanche, il ne peut être régent. Dans le cas où une nouvelle dynastie devrait être choisie, les membres de la Cour suprême font partie de l'instance chargée de ce choix. La dissolution d'un parti politique ne peut être décidée que par un arrêt de la cour suprême. Cette dernière a également un rôle législatif, étant fondée à déposer un projet de loi devant le gouvernement et le Parlement.

### Premier Émirat islamique
Sous le premier Émirat islamique d'Afghanistan, de 1996 à 2001, la cour applique à la lettre la charia mais se réfère toujours en dernier recours au jugement du Mollah Omar.

### République islamique
Le 30 juin 2015, le président Ashraf Ghani annonce avoir nommé Anissa Rassouli comme première juge féminine de la cour suprême. Toutefois les députés de la Chambre du peuple n'avalisent pas ce choix avec 88 approbations pour 97 refus. Bien qu'aucune femme n'ait été nommée à la cour elle-même, environ deux cents d'entre elles travaillent pour l'organisme à cette période.
En juin 2013, dans le contexte meurtrier de la guerre d'Afghanistan, un attentat revendiqué par les talibans dirigé contre la cour suprême tue quinze personnes et en blesse une quarantaine. Le 7 février 2017, un nouvel attentat-suicide cause la mort d'une vingtaine de personnes et en blesse une cinquantaine d'autres,.
Outre ces attentats de grande ampleur, des attaques plus localisées visent des juges de la cour suprême, notamment un homme en décembre 2014 et deux femmes en janvier 2021.

### Second Émirat islamique
Sous le nouvel émirat islamique institué en 2021, l'application littérale de la charia est à nouveau prescrite. De même qu'à l'époque du premier émirat, le dernier recours est toujours l'apanage du guide suprême Haibatullah Akhundzada.
Sous ce régime, le président de la cour, Abdul Hakim Haqqani (en), est regardé par les observateurs comme un fidèle du guide suprême (en) Haibatullah Akhundzada. Leur « parti », en désaccord avec celui du ministre de l'Intérieur Seraj Haqqani, est considéré comme inflexible et hostile à tout compromis, notamment vis-à-vis de l'Occident.

## Compétences
Sous la république islamique d'Afghanistan, Ashraf Ghani confie notamment à la cour suprême le rôle d'enquêter sur les malversations financières commises à la Kabul Bank et caractéristiques de la corruption frappant le pays.
Sous les deux émirats islamiques, la cour suprême est notamment compétente en matière de peine de mort